# Danny Makkelie
Danny Makkelie (Willemstad, Curaçao, Països Baixos, 28 de gener de 1983) és un àrbitre internacional de Curaçao, de nacionalitat neerlandesa que arbitra habitualment a l'Eredivisie. A més d'actuar com a àrbitre de futbol, Makkelie forma part del cos de la policia neerlandesa.

## Trajectòria
Makkelie va obtenir la seva llicència d'àrbitre FIFA el 2011. El 2012 va dirigir la final del Campionat Europeu de la UEFA Sub-19.
El 18 d'agost de 2020, la UEFA va designar Makkelie, de 37 anys, per arbitrar la final de la Lliga Europa de la UEFA 2020 entre el Sevilla FC i l'Inter de Milà. Prèviament, havia estat àrbitre assistent a la final de la Lliga Europa de la UEFA de 2018. També va arbitrar la semifinal entre el Palmeiras brasiler i l'UANL mexicà al Campionat del Món de Clubs de futbol 2020 a Qatar.